# خود أفرين حسين أباد باقري (بنستان)
خود أفرین حسین أباد باقري (بالفارسية: خودآفرین حسین‌آباد باقری) هي قرية تقع في إيران في قسم بنستان الريفي. يقدر عدد سكانها بـ 71 نسمة .